# Масленниковы
Ма́сленниковы, Ма́слениковы — русский дворянский род.
Внесен в III часть родословной книги Ярославской губернии.
Существуют две ветви рода:
1. Ветвь Масленникова Дмитрия Петровича (р.1827) — сына обер-офицера, коллежского асессора, награжденного в 1884 году орденом Святого Владимира IV степени. Ветвь утверждена в потомственном дворянстве в 1885 году.[1]
2. Ветвь Масленникова Романа Петровича (р.1837) — сына обер-офицера, статского советника, также награжденного орденом Святого Владимира IV степени в 1894 году. Ветвь утверждена в потомственном дворянстве в 1900 году.[1]

Кроме того, жалованы дворянством: Демид Егорович Масленников — лейб-кампании гренадер, Иван Масленников, 1-й гильдии купец.

## История рода
Первым известным представителем рода был угличский мещанин Петр Алексеевич Масленников (р.1773), известный в Угличе как художник-иконописец. Его имя неоднократно встречается в церковных документах первой четверти XIX века в связи с различными заказами на живописные работы. В феврале 1811 года он подрядился написать иконы для иконостаса вновь построенной Казанской церкви села Иванково Угличского уезда. Позже в ноябре 1820 года ему было заказано изготовление иконостаса для квартировавшего в Угличе 12-го Егерского полка. Заказ поступил непосредственно от командира — полковника и кавалера Василия Ивановича Каржавина. В 1815—1817 годах П. А. Масленников выполнил несколько небольших заказов угличской Воскресенской церкви «что был монастырь»: обновлял иконы, золотил иконостас в северном Знаменском приделе, написал плащаницу, расписал скульптурный декор царских врат главного иконостаса с изображением Благовещения Богоматери и двенадцати апостолов.
В дальнейшем живописью занимался его сын, Петр Петрович Масленников (р.1796), служивший с 1820 года учителем черчения и рисования в Угличском уездном училище. Тогда же перешёл на гражданскую службу. В 1826 году, после получения первого гражданского чина (коллежский регистратор), был освобожден от подушного оклада и получил права личного дворянства. Закончил службу титулярным советником.
Чиновниками стали сыновья Петра Петровича: Дмитрий Петрович (р.1827) и Роман Петрович (р.1837). 
- Дмитрий Петрович Масленников, даниловский уездный землемер, вышел в отставку в чине коллежского асессора, а также имел медаль «В память войны 1853—1856» и орден Святого Владимира IV степени (награждён в 1884 году).[6] Награждение этим орденом дало ему права потомственного дворянства (род утвержден в дворянстве в октябре 1885 года).[7][8]

Дмитрий Петрович имел двоих сыновей и пятерых дочерей: Геннадия (р.1856), Авенира (р.1872), Варвару (р.1857), Лидию (р.1859), Фаину (р.1863), Наталию (р.1867) и Марию (р.1874).
Геннадий Дмитриевич закончил службу в чине коллежского советника, был награждён медалью «В память русско-турецкой войны 1877—1878» и орденом Святого Станислава III степени. Имел пятерых сыновей и трех дочерей. Старший сын, Михаил Геннадьевич (р.1901), был расстрелян в 1937 году по политической статье.
Варвара Дмитриевна была выдана замуж за помещика сельца Петровского на Ухре Романовского уезда Дмитрия Михайловича Матвеева. Их сын, Михаил Дмитриевич (р.1883), окончил реальное училище, Киевское военное училище (1904), Офицерскую воздухоплавательную школу. Впоследствии офицер понтонного батальона. Капитан. В Донской армии с окт. 1918 в Таганроге; в 1919 заведующий мастерскими по ремонту самолётов в Новочеркасске, в 1920 помощник начальника Севастопольской авиашколы по технической части. Подполковник ВСЮР. Взят в плен в окт. 1920 в Севастополе.
Фаина Дмитриевна 02.11.1880 была выдана замуж за проживающего в селе Вятском Даниловского уезда станового пристава 1-го стана, офицера, Николая Ивановича Лагирева. Впоследствии вышла замуж за Никитина Николая Николаевича, ветеринарного врача даниловского уезда, а также дворянина и выпускника Харьковского ветеринарного института.
Мария Дмитриевна была крещена при церкви села Троицкого, что в Великорецком конце Даниловского уезда, восприемницей стала Мария Павловна Кругликова. Окончила Екатерининский институт, проживала вместе с сестрой Лидией Дмитриевной в доме Кораблевой на Воскресенской улице в г. Данилове, давала частные уроки.
Авенир Дмитриевич, выпускник Константиновского межевого института, на 1912 год имел чин надворного советника и занимал должность начальника 2-го участка в даниловском уезде. Женат на Марии Александровне Ярославской, дочери протоиерея. Также был награждён медалью «В память царствования императора Александра III».
- Роман Петрович Масленников, был одним из основателей Ярославского фотографического общества, созданного в 1894 году.[15] С 1885 по 1895 год занимал пост Ярославского губернского казначея. Вышел в отставку в чине статского советника. В 1894 году награждён орденом Святого Владимира IV степени, в 1900 году вместе со своей семьей был утвержден в потомственном дворянстве.[16]

Из потомства Романа Петровича Масленникова известны судьбы его сыновей Константина Романовича (р.1871), Сергея Романовича (р.1893) и Николая Романовича (р.1876). 
Константин Романович, закончивший в 1895 году Демидовский юридический лицей, служил судебным следователем в Окружном суде в Пошехонском уезде, имел чин статского советника. 
Сергей Романович, окончивший ярославскую мужскую гимназию и Чугуевское военное училище, к 1917 году был офицером 209-го запасного полка, участник первой мировой войны. Позже, в период Великой Отечественной войны, был в звании старшего лейтенанта интендантской службы. Награждён медалью «За победу над Германией в Великой Отечественной войне 1941—1945 гг.». 
Николай Романович, также воспитанник Демидовского юридического лицея, служил кандидатом в земские начальники и имел военный чин прапорщика запаса, впоследствии также участвовал в Первой мировой войне.